# ICAO航空公司代码 (A)
ICAO航空公司代碼：